# Heidfeld (Naturschutzgebiet)
Das Heidfeld ist ein Naturschutzgebiet in der niedersächsischen Gemeinde Engden in der Samtgemeinde Schüttorf im Landkreis Grafschaft Bentheim und der Einheitsgemeinde Emsbüren im Landkreis Emsland.
Das Naturschutzgebiet mit dem Kennzeichen NSG WE 241 ist 200 Hektar groß. Davon entfallen 164 Hektar auf den Landkreis Grafschaft Bentheim und 36 Hektar auf den Landkreis Emsland. 
Das Naturschutzgebiet liegt zwischen Schüttorf und Emsbüren westlich der A 31. Es stellt ein Waldgebiet unter Schutz, das größtenteils umweltverträglich forstwirtschaftlich bewirtschaftet wird. In einem Teil des Schutzgebietes ist der Wald als Naturwald aus der Nutzung genommen worden. 36,8 Hektar des Waldgebietes sind seit 1998 als Naturwaldreservat „Drievorden“ ausgewiesen.
Das Naturschutzgebiet wird im nordöstlichen Bereich vom Ahlder Bach durchflossen.
Zum Zeitpunkt der Unterschutzstellung wurde der Wald überwiegend von Kiefernmischwald geprägt, der zu Stieleichen- und Buchen-Stieleichenmischwald entwickelt werden soll.
Das Gebiet steht seit dem 13. Dezember 2003 unter Naturschutz. Zuständige untere Naturschutzbehörde ist der Landkreis Emsland.